# Caisse des emprunts
 (juin 2015).
La Caisse des emprunts est le nom donné à une caisse publique établie en 1673 par Jean-Baptiste Colbert dans chacune des fermes du Royaume.

## Principe
En échange d'apports en espèces (argent ou or métal), on se voyait remettre une « promesse de remboursement » à terme avec un intérêt de 5 %.  
En réalité, seuls quatre « fermiers-généraux » furent affiliés à recevoir toute somme que chacun apporterait contre promesse de remboursement. En d'autres termes, l’État faisait ainsi appel à un système d'emprunt via les hôtels des fermes, organismes chargés de récupérer les diverses taxes (gabelle, octroi, etc.).
La Caisse des emprunts fut très utile jusqu'en 1698 et permit de couvrir les « dépenses extraordinaires », c'est-à-dire celles engendrées par la guerre. Cette année-là, le traité de Ryswick fut signée et la Caisse supprimée.

## La Caisse de 1702 et ses conséquences

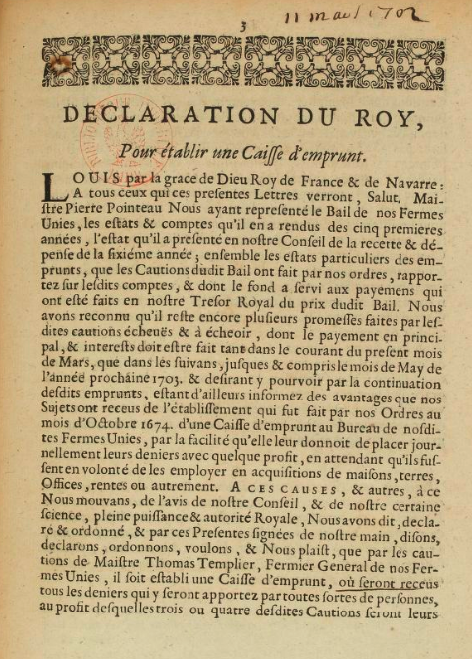
Déclaration du roi pour établir une caisse des emprunts (acte royal, 13 mars 1702).

Elle fut relancée en mars 1702 lors du déclenchement de la Guerre de Succession d'Espagne, mais l'intérêt fut porté à 8 %. Cependant, en 1705, il grimpa à 10 %, et la somme annuelle des remboursements de l’État monta à six millions de livres. 
En 1715, ce service de la dette est considéré comme insoutenable : les caisses de l’État sont vides et celui-ci est à la limite de la cessation de paiement. Aussi, le contrôleur-général des Finances Adrien Maurice de Noailles ordonna en mai d'étaler le remboursement sur vingt ans et de ramener l'intérêt à 4 % avec effet rétroactif ! Mais le 7 décembre, après la mort du roi Louis XIV, ces promesses de remboursement furent transformées en nouveaux billets de l’État, dans le but de liquider tous les effets circulants encore dans le Royaume, mais le cours de ces papiers s'effondre bientôt sur le marché.
Fut alors instituée une opération du visa destinée à inventorier tous les créanciers de l’État, de les taxer et de leur proposer de nouveaux billets, puis vint une chambre de justice qui s'employa à confisquer des biens sur certains commis : arbitraire mais aussi politique (l'opinion voyait qu'on s'en prenait aux parvenus), cette manœuvre avait pour but de réduire la dette publique de moitié.
Cette opération devait mener par la suite John Law à mettre en place le Système, aux conséquences quelque peu désastreuses.